# Stoked Rider
Stoked Rider ist eine Reihe von Snowboard-Computerspielen des österreichischen Entwicklerteams Bongfish Interactive Entertainment. Die ersten beiden Versionen waren Freeware. Der dritte Teil, der Anfang am 29. März 2006 über Internetdistribution erschien, ist kostenpflichtig. Auch der vierte (Stoked Rider: Alaska Alien) ist ein kommerzieller Titel und ist im Winter 2006/2007 erschienen. Die Serie hat weltweit laut Herstellerangaben über 600.000 Stück absetzen können.

## Geschichte

### Flow.game (Stoked Rider 1)
Die erste Version erschien 1999 und war ein Teil der von Bongfish produzierten interaktiven Marketing-Kampagne des Snowboardherstellers FLOW. Dieses Spiel wurde gratis auf FLOW.com angeboten und war auch auf CD-ROM den Produkten von FLOW beigelegt.

### Stoked Rider 2.x
2001–2002 erschien der zweite Teil, erstmals unter dem Titel Stoked Rider. Dieser Titel wurde wieder als Freeware vertrieben und diente hauptsächlich den Entwicklern (lt. einem Interview) als Quelle für Feedback bzgl. der Akzeptanz der Spielidee. Der Star des Spiels war wieder der kleine und freche Alien, den es auf einer unendlichen und prozedural generierten Berglandschaft zu steuern galt.

### Stoked Rider featuring Tommy Brunner
Seit 2003 wird am dritten Teil, einem Vollpreis-Titel gearbeitet. Als Hauptmerkmale gelten eine riesige, frei befahrbare Spiellandschaft, ein voll dynamisch berechnetes Gameplay (realisiert durch die Physikengine PhysX von Ageia) und eine NPR (non-photorealistic-rendering) Renderengine. Der Hauptcharakter ist wie der Titel schon sagt (Stoked Rider ft. Tommy Brunner) die österreichische Freerider-Legende Tommy Brunner. Tommy hat auch bei der Entwicklung mitgewirkt.

### Stoked Rider: Alaska Alien
Im September 2006 kündigte Bongfish den vierten Teil an. In Stoked Rider: Alaska Alien tritt der kleine grüne Alien wieder in Erscheinung, um das Spielgeschehen aufzulockern, und das Spiel bekommt nun erstmals einen hyperrealistischen Look. Es erschien im Dezember 2006.

## Stoked Rider featuring Tommy Brunner

### Spielprinzip
Man beginnt in Stoked Rider ft. Tommy Brunner in der Person von Tommy Brunner als schlecht ausgerüsteter Snowboarder mit einem einfachen Helikopter auf einem riesigen Bergmassiv in Alaska. Während sich die Wetterbedingungen dynamisch ändern, kann man nun vorgegebene Rennen fahren, an Big Air-Wettbewerben teilnehmen, den Berg erkunden und neue Ausrüstungsgegenstände oder bessere Helikopter sammeln, mit denen man dann höher auf den Berg fliegen kann. Ein besonderes Hauptaugenmerk wollen die Entwickler auf den Online-Teil legen. Während des Spiels kann man nämlich einfach eigene Kurse in den Berg setzen, diese abspeichern und über das Spiel-Interface auf einen zentralen Server laden (ebenso die eigenen Highscores). Die wenige Bytes großen Kurse kann dann jeder andere Besitzer des Spiels einfach herunterladen und so versuchen den Highscore zu knacken.

### Technologie
Stoked Rider ft. Tommy Brunner nutzt eine eigens entwickelte Technologie, die in der Lage ist, den gesamten Spielinhalt (Grafiken, Musik, …) auf wenige Megabyte zu komprimieren. Das ist durch die Nutzung von prozedural generiertem Content möglich, wie man es aus der Demoszene kennt. Eine bekannte ungarische Demo-Gruppe namens Conspiracy wirkt auch an den grafischen Effekten mit.
Gesteuert wird mit einer neuartigen Maus-Steuerung und Tastatur-Unterstützung.